# サン・ロケ (カディス県)
サン・ロケ（西: San Roque）は、スペイン・アンダルシア州カディス県のムニシピオ（基礎自治体）。

## 歴史

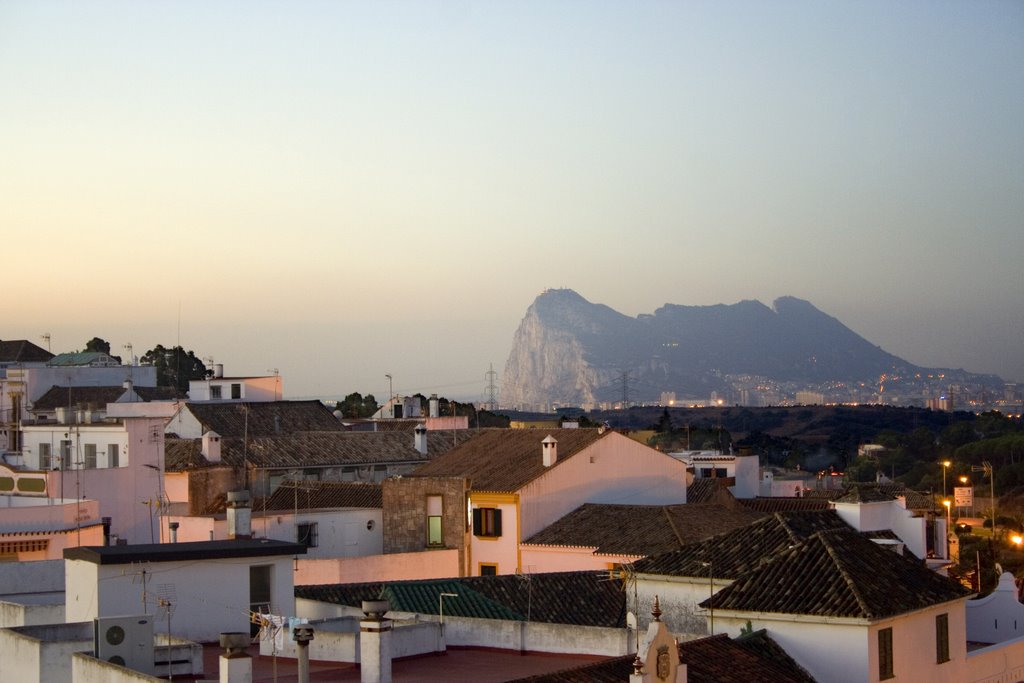
サン・ロケからジブラルタルの岩を眺める

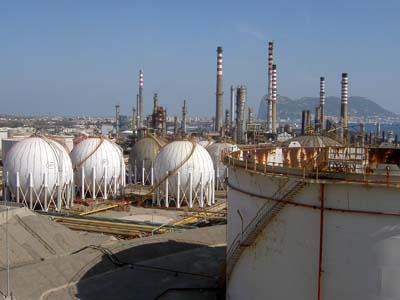
石油精製所

スペイン継承戦争中の1704年8月1日、アルヘシラス湾にてジョージ・ルーク提督とオーストリアの軍人であるゲオルク・フォン・ヘッセン＝ダルムシュタットが指揮するイングランド・オランダ連合艦隊が、スペイン王フェリペ5世に忠誠を誓うブルボン家の艦隊と衝突した。8月4日にスペイン側が降伏、イングランドはジブラルタルを占領した（ジブラルタルの占領）。
この時、ジブラルタルに住んでいたスペイン系住民は脱出し、標高109mの丘の頂上にあったサン・ロケ礼拝堂周辺へ移住した。当時のジブラルタル住民およそ7000人のうち5000人以上がサン・ロケへ移り、2000人あまりがロス・バリオスやアルヘシラスなど他都市へ逃げ、ジブラルタルに残ったのはわずか47人だった 。
サン・ロケは失われたスペインの都市ジブラルタルの栄誉、紋章、称号を授けられた都市となった。そして『かつてジブラルタルに居住した者がいる、最も高貴、最も王家に忠実な都市サン・ロケ』（Muy Noble y Más Leal ciudad de San Roque, donde reside la de Gibraltar）と称された。
1870年、ラ・リネア・デ・ラ・コンセプションがサン・ロケから分離して独立した自治体となった。
現在、サン・ロケには製油所、石油化学複合施設、スペイン初のコンバインドサイクル発電施設などを含む、広大で重要な工業地帯がある。サン・ロケ礼拝堂は元の場所から撤去されてその後兵舎が建てられた。丘の頂上には礼拝堂が再建され、現在はサンタ・マリア・ラ・コロナーダ教会（es）となっている。

## 交通
- 空港 - ジブラルタル国際空港まで約7km
- 道路 - A7（es、メディテラネオ高速道）
- 鉄道 - Adif（es）運営のメディア・ディスタンシア・レンフェ（es）、A5号線サン・ロケ駅。

## みどころ
- カルテイア遺跡 - グアダランケ地区にある、カルタゴ、ローマ帝国が植民地としたが5世紀に打ち捨てられた。
- ピナール・デル・レイ公園
- ソトグランデ地区 - 1964年以降、アメリカ人事業家がグアディアロ川河口付近に計画したリゾート。ゴルフクラブ、海水浴場、マリーナがある。バルデラマ・ゴルフ・クラブは1997年度ライダーカップ開催地となった。

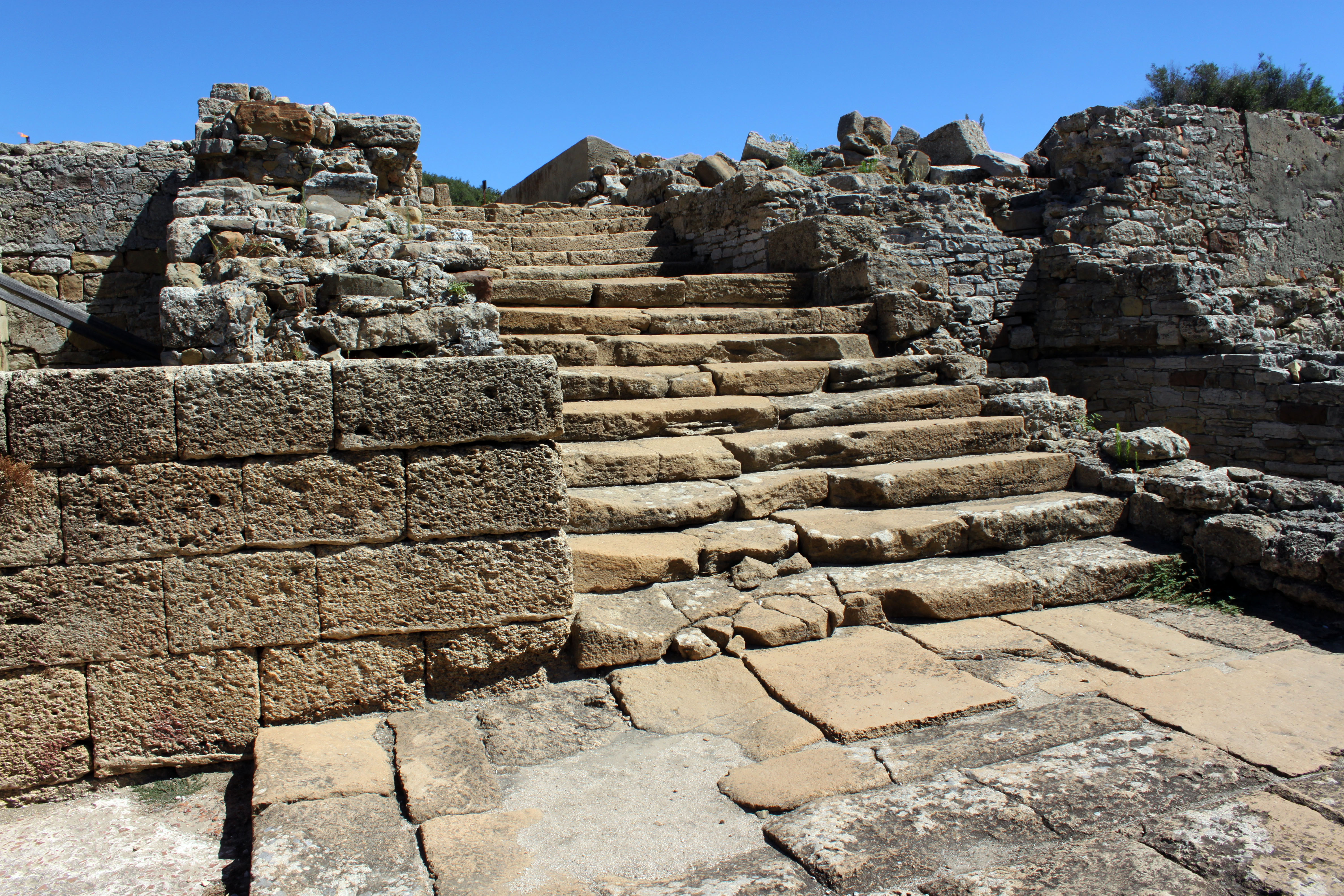
カルテイア遺跡
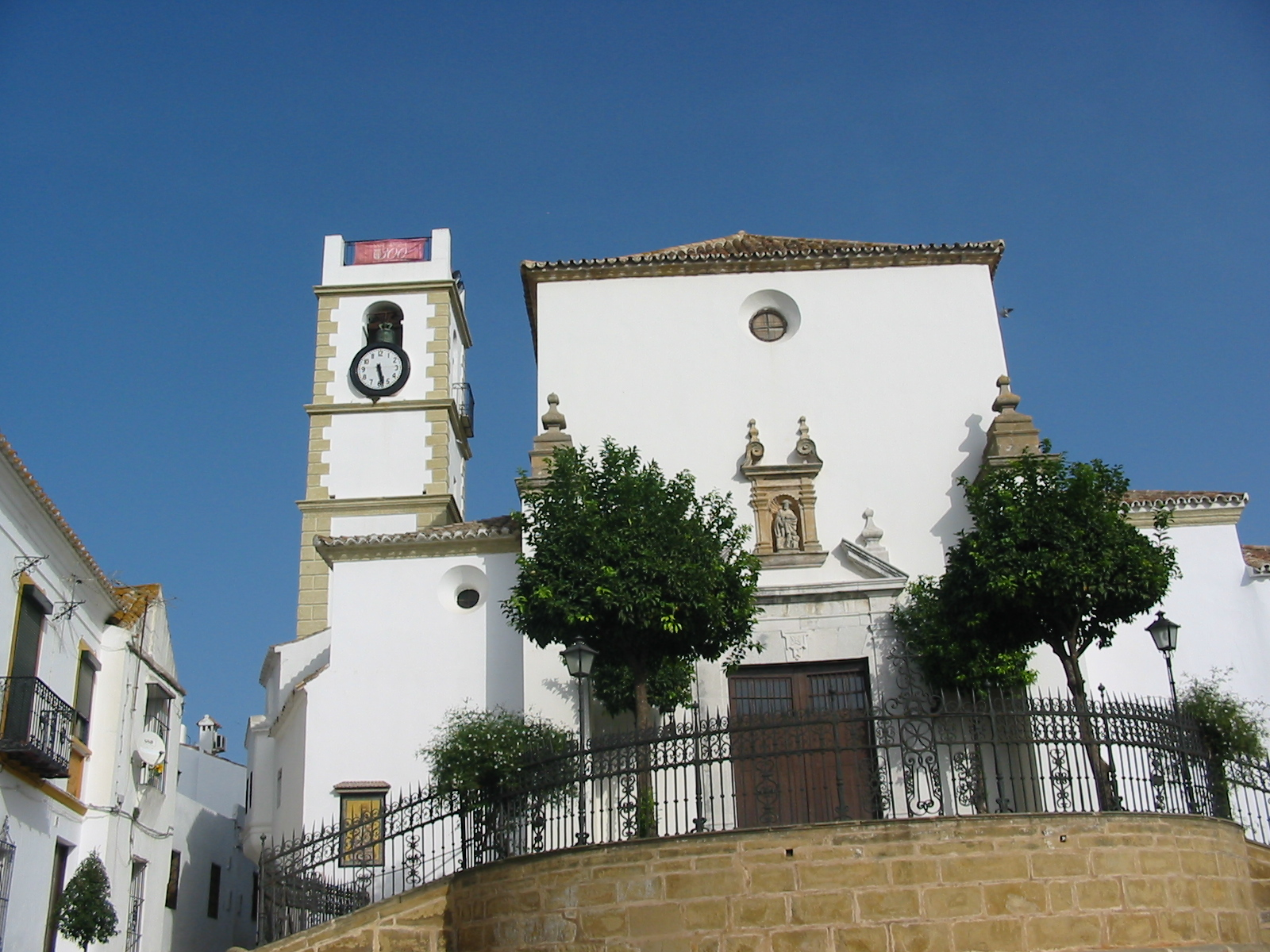
サンタ・マリア・ラ・コロナーダ教会
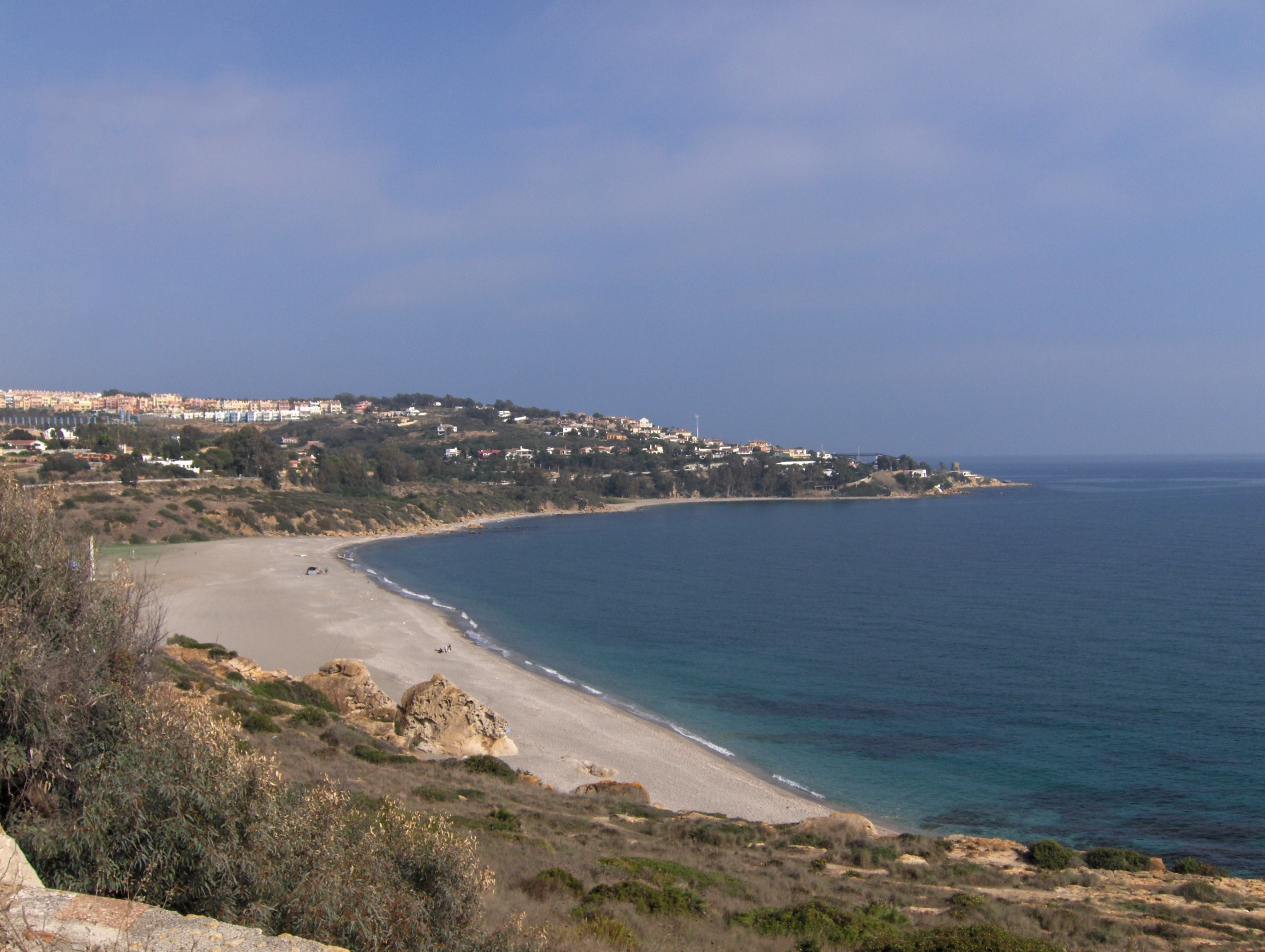
カラ・サルディーナ海水浴場